# Гордиан III
Марк Антоний Гордиан (на латински: Marcus Antonius Gordianus Pius), или Гордиан III е римски император, който управлява от 238 до 244. С неговото възкачване приключва т.нар. Година на шестимата императори.
Гордиан III най-вероятно е син на Антония Гордиана, дъщеря на Гордиан I и сестра на Гордиан II. Почти сигурно не е син на Гордиан II, както понякога се допуска. Името на баща му е неизвестно, както и неговото собствено, преди да приеме това на дядо си.
Произхождащ от аристократичната фамилия на Гордианите, малолетният Гордиан бързо печели симпатиите на обществото в Рим, след като дядо му Гордиан I и чичо му Гордиан II загиват в Картаген. При опит да вдигнат въстание в Северна Африка срещу тираничното управление на император Максимин Тракиеца те са победени и убити от Капелиан, губернатора на Нумидия, само 3 седмици след като са обявени за императори (12 април 238 г.).
След убийството на Максимин Трак (края на април 238 г.), избраните от Сената императори Пупиен и Балбин имат слаба подкрепа от армията и по-късно същата година са убити от войници, нахлули в двореца Палатин (29 юли 238 г.). Тогава Гордиан III, който междувременно вече е издигнат за съимператор и цезар, бива провъзгласен за самостоятелен император с титлата август едва на 13-годишна възраст, по настояване на преторианската гвардия и народа в Рим.

## Управление
Млад и неопитен, новият владетел зависи изцяло от преторианския префект Тимеситей, успешен администратор, лоялен към момчето-император, когото сродява с дъщеря си Транквилина (241 г.). Въпреки че неговото участие в политиката е само номинално, Гордиан III демонстрира отговорност и стремеж към справедливо управление в разбирателство със Сената. Смятало се, че имал всички необходими качества, за да бъде добър император, освен възрастта.
Просенатското правителство на Гордианите се опитва да ограничи влиянието на легионите върху държавата, стимулирайки създаването на нерегулярна войска – милиция. Това предизвиква недоволството на професионалните и наемните войски. Сената налага политика в интерес на аристокрацията и едрите земевладелци, които, особено в Северна Африка, увеличават експлоатацията и произвола над закрепостените селяни, работещи в техните латифундии. Стойността на парите спада по-бързо, зачестяват местните брожения вследствие от влошеното икономическо състояние на нисшите слоеве от населението.
При Гордиан III, Рим води една кампания срещу карпите, аланите и гетите (или готите) по Долен Дунав (238 – 239 г.). През 240 е потушено въстанието на Сабиниан в Северна Африка и е постигната победа срещу франките по река Рейн. От началото на 40-те години на 3 век готите настъпват към полуостров Крим и подлагат на натиск съюзното на Рим Боспорско царство в северната част на Черноморието. Тогава са евакуирани градовете в района на Кимерийския Босфор.
През 238 г. започва война със сасанидските перси, които атакуват римската провинция Сирия и завземат редица римски крепости. За последен път в историята на Рим са отворени портите в храма на Янус – като знак за началото на война. В 241 г. императора минава през Тракия и Мала Азия, пристига лично в Антиохия, за да оглави военните действия, а през 243 г. удържа важна победа над врага в Северна Месопотамия. Според персийски източници обаче, в началото на 244 г. Гордиан III търпи поражение в битката при Месиче.
Смъртта на префекта Тимеситей през 243 година оставя режима без доверено ръководство. Другият преториански префект Приск успява да осъществи назначаването на брат си Филип за свой колега. Двамата братя родом от Арабия започват тайно да обсебват властта, която се изплъзва от ръцете на младия император. Събитията развили се по-късно не са докрай изяснени. Една от приетите версии е че Гордиан III умира в някой от лагерите по течението на р. Ефрат, вследствие на заболяване или рани получени в битката срещу персите. Възможно е също така да е бил убит при бунт понеже не са били раздадени заплати на войската.

### Предполагаема конспирация
Според биографията на Гордиан (в „История на императорите“), той става жертва на преврат ръководен от Филип и Приск – двамата съпрефекти с арабски произход, които тайно саботират похода, умишлено създавайки недостиг на храна сред войските. Доставките с провизии за армията нарочно са изпратени там където нямало необходимост, а войниците са премествани в градове, където запасите вече били изчерпани. По този начин снабдяването бива разстроено, а сред легионерите се появил глад; с това бързо е сринат авторитета на и без това подценявания млад владетел.
Заговорниците тайно пускат слухове против Гордиан, хвърлят вината върху него, подкупват военачалниците, за да им поверят главното командване и постепенно обсебват императорските пълномощия. Скоро недоволството на легионите се надига – във войсковия лагер близо до Резена (в дн. Ирак) Филип и Приск устройват военен съд срещу Гордиан, обвинен в некомпетентост и безотговорност. По подробните описания на летописа, Гордиан опитал да се оправдае и да задържи властта, но войските вече били настроени против него, а и привържениците на двамата префекти били по-силни. Тогава Гордиан поискал да задържи само титлата на цезар, или преторианска длъжност – но и това му било отказано. Накрая помолил поне да стане военачалник на Филип, за да бъде оставен жив. Както гласят животоописанията, последният почти се съгласил, но след като премислил насаме с брат си, решил че някой ден Гордиан ще поиска да се върне на власт и за това го осъдил на смърт. Присъдата била изпълнена, а издигнатият като нов император Филип Арабина изпратил съобщения в Рим, че предходника му е умрял. Сената присъдил обожествяване на починалия (февруари-март 244 г.).

### Галерия
- Гордиан III през първите си години на управлението, мраморен бюст в Капитолийски музей
- Бюст на Гордиан III като момче, архелогически музей в Палермо
- Монета изобразяваща тържествата в чест на брака на Гордиан и Транквилина